# مرفيل
مرفيل (بالإنجليزية: Maryville, Tennessee)‏ هي مدينة تقع بولاية تينيسي في وسط شرق الولايات المتحدة. تأسست عام 1785، تبلغ مساحة هذه المدينة 41.2 (كم²)، وترتفع عن سطح البحر 290 م، بلغ عدد سكانها 27914 نسمة في عام 2010 حسب إحصاء مكتب تعداد الولايات المتحدة وتصل الكثافة السكانية فيها 560.8 نسمة/كم2.

## التركيبة السكانية
حدّد مكتب تعداد الولايات المتحدة بيانات التركيبة السكانية لمرفيل في تعداد الولايات المتحدة. في ما يلي، التركيبة السكانية حسب تعدادي 2000 و2010.

### تعداد عام 2000
بلغ عدد سكان مرفيل 23,120 نسمة بحسب تعداد عام 2000، وبلغ عدد الأسر 9,050 أسرة وعدد العائلات 6,046 عائلة مقيمة في المدينة. في حين سجلت الكثافة السكانية 517.5 نسمة لكل كيلومتر مربع (1,340.3/ميل2). وبلغ عدد الوحدات السكنية 9,795 وحدة بمتوسط كثافة قدره 219.2 لكل كيلومتر مربع (567.7/ميل2).
وتوزع التركيب العرقي للمدينة بنسبة 93.59% من البيض و2.95% من الأمريكيين الأفارقة و0.22% من الأمريكيين الأصليين و1.55% من الأمريكيين ذوي الأصول الآسيوية و0.03% من سكان جزر المحيط الهادئ و0.53% من الأعراق الأخرى و1.14% من عرقين مختلطين أو أكثر و1.38% من الهسبانيون أو اللاتينيون من أي عرق.
بلغ عدد الأسر 9,050 أسرة كانت نسبة 34.4% منها لديها أطفال تحت سن الثامنة عشر تعيش معهم، وبلغت نسبة الأزواج القاطنين مع بعضهم البعض 52.3% من أصل المجموع الكلي للأسر، ونسبة 11.9% من الأسر كان لديها معيلات من الإناث دون وجود شريك،  بينما كانت نسبة 2.7% من الأسر لديها معيلون من الذكور دون وجود شريكة وكانت نسبة 33.2% من غير العائلات. تألفت نسبة 29.8% من أصل جميع الأسر من عدة أفراد يعيشون في نفس المنزل ونسبة 13.9% كانت تتألف من شخص يعيش بمفرده يبلغ من العمر 65 عاماً أو أكثر. وبلغ متوسط حجم الأسرة المعيشية 2.38، أما متوسط حجم العائلات فبلغ 2.95.
بلغ العمر الوسطي للسكان 38.3 عاماً. وكانت نسبة 23.7% من القاطنين تحت سن الثامنة عشر، وكانت نسبة 6.6% بين الثامنة عشر والرابعة والعشرين عاماً، ونسبة 26.2% كانت واقعةً في الفئة العمرية ما بين الخامسة والعشرين والرابعة والأربعين عاماً، ونسبة 21.4% كانت ما بين الخامسة والأربعين والرابعة والستين، ونسبة 15.1% كانت ضمن فئة الخامسة والستين عاماً فما فوق. يوجد لكل 100 أنثى 86.3 ذكر، ويوجد لكل 100 أنثى في الثامنة عشر من عمرها فما فوق 81.7 ذكر.
بلغ متوسط دخل الأسرة في المدينة 40,143 دولارًا، أما متوسط دخل العائلة فبلغ 49,182 دولارًا. وكان متوسط دخل الذكور 35,434 دولارًا مقابل 23,444 دولارًا للإناث. وسجل دخل الفرد الخاص بالمدينة 21,556 دولارًا. وكانت نسبة 7.8% من العائلات ونسبة 10.1% من السكان تحت خط الفقر، وكان من هؤلاء نسبة 12.8% تحت سن الثامنة عشر ونسبة 9.6% في الخامسة والستين من العمر وما فوق.

### تعداد عام 2010
بلغ عدد سكان مرفيل 27,465 نسمة بحسب تعداد عام 2010، وبلغ عدد الأسر 10,712 أسرة وعدد العائلات 7,028 عائلة مقيمة في المدينة. في حين سجلت الكثافة السكانية 614.7 نسمة لكل كيلومتر مربع (1,592.1/ميل2). وبلغ عدد الوحدات السكنية 11,629 وحدة بمتوسط كثافة قدره 260.3 لكل كيلومتر مربع (674.2/ميل2).
وتوزع التركيب العرقي للمدينة بنسبة 91.99% من البيض و3.23% من الأمريكيين الأفارقة و0.33% من الأمريكيين الأصليين و1.53% من الأمريكيين ذوي الأصول الآسيوية و0.03% من سكان جزر المحيط الهادئ و1.08% من الأعراق الأخرى و1.80% من عرقين مختلطين أو أكثر و3.16% من الهسبانيون أو اللاتينيون من أي عرق.
بلغ عدد الأسر 10,712 أسرة كانت نسبة 34.9% منها لديها أطفال تحت سن الثامنة عشر تعيش معهم، وبلغت نسبة الأزواج القاطنين مع بعضهم البعض 48.9% من أصل المجموع الكلي للأسر، ونسبة 12.8% من الأسر كان لديها معيلات من الإناث دون وجود شريك،  بينما كانت نسبة 4% من الأسر لديها معيلون من الذكور دون وجود شريكة وكانت نسبة 34.4% من غير العائلات. تألفت نسبة 30.4% من أصل جميع الأسر من عدة أفراد يعيشون في نفس المنزل ونسبة 14.5% كانت تتألف من شخص يعيش بمفرده يبلغ من العمر 65 عاماً أو أكثر. وبلغ متوسط حجم الأسرة المعيشية 2.41، أما متوسط حجم العائلات فبلغ 3.00.
بلغ العمر الوسطي للسكان 39.1 عاماً. وكانت نسبة 24.2% من القاطنين تحت سن الثامنة عشر، وكانت نسبة 10.1% بين الثامنة عشر والرابعة والعشرين عاماً، ونسبة 24.2% كانت واقعةً في الفئة العمرية ما بين الخامسة والعشرين والرابعة والأربعين عاماً، ونسبة 24.4% كانت ما بين الخامسة والأربعين والرابعة والستين، ونسبة 17.1% كانت ضمن فئة الخامسة والستين عاماً فما فوق. وتوزع التركيب الجنسي للسكان بنسبة 46.6% ذكور و53.4% إناث.

## أعلام
- إدوين كونينغهام
- لامار ألكسندر
- لي همفري
- مارك فاغنر
- جاك غرين

## وصلات خارجية
- The US50 - Cities and Towns in Tennessee State